# Colias thula
Colias thula är en fjärilsart som beskrevs av Hovanitz 1955. Colias thula ingår i släktet Colias och familjen vitfjärilar. Inga underarter finns listade i Catalogue of Life.